# Maurice Poli
Maurice Poli (* 2. Dezember 1933 in Bizerta, Tunesien oder Zarzis; † 26. April 2020 in Italien) war ein französischer Schauspieler.

## Leben
Poli, in Tunesien geborener Franzose mit „markanten Gesichtszügen, blitzenden Augen, schwarzem Haar und mediterranem Teint“, war ein typischer Vertreter des europäischen, insbesondere italienischen Genrekinos: Er begann in den 1960er Jahren, Ende des folgenden Jahrzehnts wurden die Filme weniger und er war kaum noch zu sehen, um nach einem erneuten quantitativen Anstieg zu Ende der 1980er und Beginn der 1990er Jahre endgültig von der Leinwand Abschied zu nehmen.
Seine Arbeiten waren dabei ebenfalls in den jeweils populären Genres angesiedelt: Beginnend in Sandalenfilmen, über Spionagestreifen und Italowestern bis zu Erotikkomödien und Actionreißern. Dabei spielte er nicht immer die Hauptrolle (und wenn, dann selten die alleinige). Poli begann in einem Film von Mauro Bolognini, spielte den antiken Helden Massenzio (in Äneas) und den Abenteurer Guillonk (nach Emilio Salgari). Unter dem Pseudonym Monty Greenwood trat er in Stinkende Dollar und Tote faulen in der Sonne auf und verkörperte den Titelhelden, Agent Tom Dollar (eine „Mischung aus Bond und Inspektor Clouseau“). Auf der anderen Seite des Gesetzes fand man ihn ebenfalls, sei es in Shangos letzter Kampf oder Papaya – Die Liebesgöttin der Kannibalen. In den 1980er Jahren wurden die Budgets der Filme noch schmaler und die Rollen kleiner.
Bei einigen wenigen Filmen wirkte er auch als Regieassistent mit.

## Filme (Auswahl)
- 1961: Das Haus in der Via Roma (La viaccia)
- 1962: Äneas (La leggenda di Enea)
- 1963: Sandokan (Sandokan, la tigre di Mompracem)
- 1965: 7 goldene Männer (Sette uomini d'oro)
- 1966: Das Superding der 7 goldenen Männer (Il grande colpo dei sette uomini d'oro)
- 1967: Tom Dollar
- 1967: Stinkende Dollar (Le due facce del dollaro)
- 1968: Quintero – das As der Unterwelt (La legge dei gangsters)
- 1969: Todeskommando Tobrul (Quella dannata pattuglia)
- 1969: Tote faulen in der Sonne (Un posto all'inferno)
- 1970: Shangos letzter Kampf (Shango la pistola infallibile)
- 1971: Il tredicesimo è sempre Giudà
- 1972: Providenza! – Mausefalle für zwei schräge Vögel (La vita a volte è molto dura, vero Provvidenza?)
- 1973: Jack London: Wolfsblut (Zanna Bianca)
- 1974: Wild Dogs (Cani arrabbiati)
- 1975: Die Höllenfahrt (Il lupo dei mari)
- 1978: Papaya – Die Liebesgöttin der Kannibalen (Papaya dei Caraibi)
- 1979: Engel sind nackt am schönsten (Amanti miei)
- 1986: Söldner der Apokalypse (Mercenari dell'apocalisse)
- 1987: The Black Cobra (Black Cobra)
- 1988: Combat Attack (Fuoco incrociato)
- 1990: Detective Malone
- 1990: Nightmare Concert (Un gatto nel cervello)
- 1992: Frankenstein 2000 (Ritorno dalla morte)
- 1996: Intimes Geständnis (Delitto a luce rossa)